# Delphinium ludlowii
Delphinium ludlowii är en ranunkelväxtart som beskrevs av Philip Alexander Munz. Delphinium ludlowii ingår i släktet storriddarsporrar, och familjen ranunkelväxter. Inga underarter finns listade i Catalogue of Life.